# مطبخ كامروني

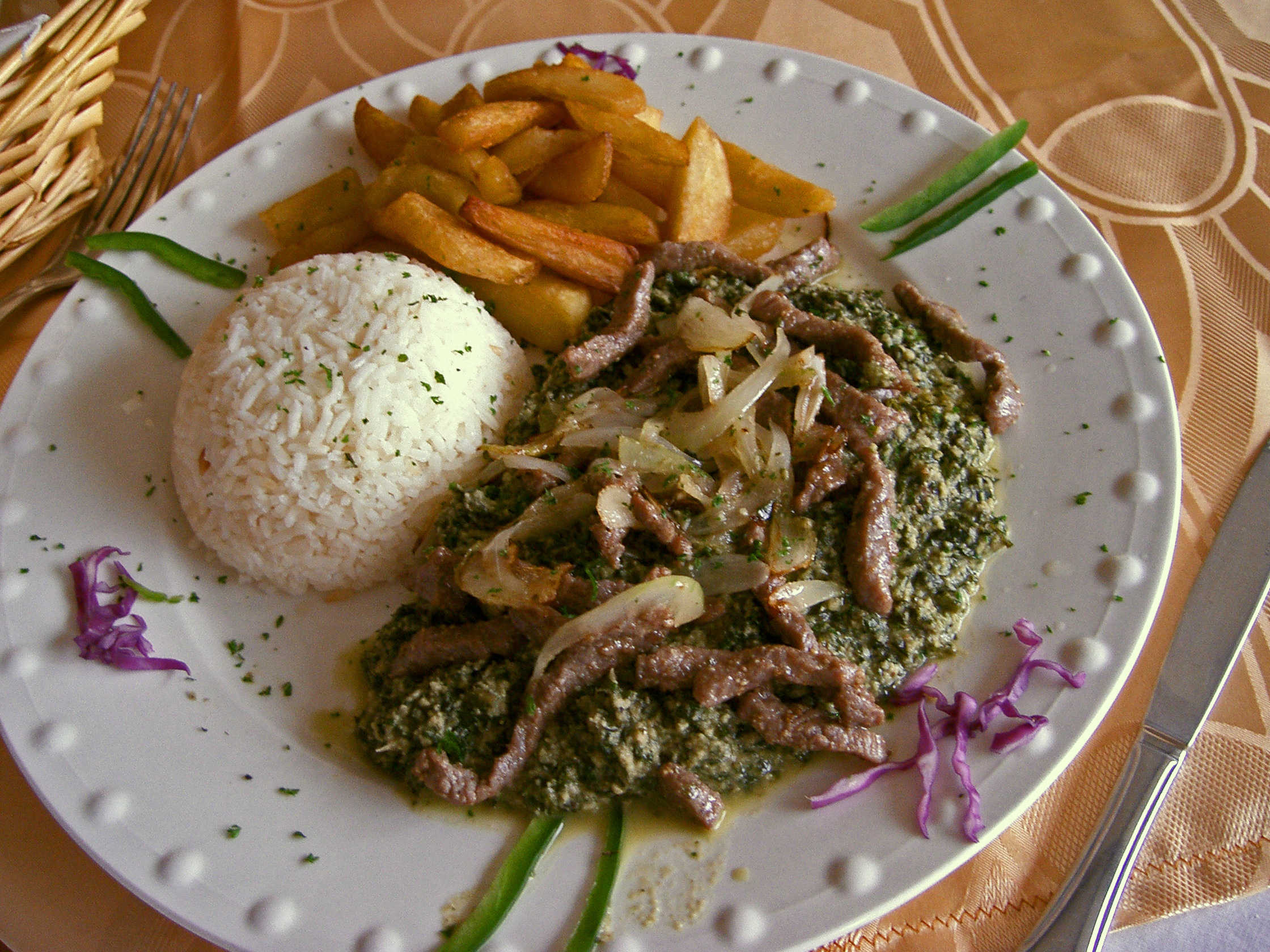
طبق "ندوليه" إحدى الأكلات الشعبية في الكاميرون

يعد المطبخ الكامِروني أحد أكثر المطابخ الأفريقية تنوعا نظرا لموقع الكامرون المتوسط بين شمال وغرب ووسط أفريقيا، بالإضافة إلى تأثره الكبير بالمطبخ الفرنسي كموروث خلفته فترة الاستعمار السابقة. والطبق الشعبي في الكاميرون يسمى «ندوليه» (ndolé) وهو عبارة عن يخنة تتألف من أوراق الفيرنونيا لاذعة المذاق الجوز ولحم الماعز أو السمك.
ومن الحاصلات الغذائية في الكاميرون الكاسافا اليام الأرز ولسان الحمل البطاطس والذرة الفول الدخن، كما أدخل الفرنسيون إلى المطبخ الكاميروني كلاً من الخبز الفرنسي الباستا الإيطالية، إلا أنهما لا يستهلكان على نطاق واسع في الكاميرون نظراً لأسعارهما.
وتتمتع معظم أراضي الكاميرون بالخصوبة والتنوع الكبير لناتجاتها الزراعية من الخضروات والفواكه، حيث تزرع فيها أنودا محلية وأنواع أخرى مستوردة. ومن أهم تلك الخضروات الطماطم والفيرنونيا وأوراق الكاسافا البامية الباذنجان.
والمصدر الأساسي للبروتين عند معظم الأهالي هي الأسماك، حيث أن أسعار الدواجن واللحوم تعتبر مرتفعة الثمن للغاية ولا تستخدم إلا في بعض المناسبات. أما لحوم الحيوانات البرية فهي من المصادر الشائعة الاستهلاك، ومن أكثر الحيوانات البرية التي تستهلك لحومها حيوان أم قرفة القنفذ الأفريقي والفأر الأفريقي ذو الكيس. كما توجد في الكاميرون تجارة رائجة لبعض لحوم الحيوانات النادرة كالشمبانزي الغوريلا.
ومن الأطعمة التي يختص بها المطعم الكاميروني القطبان (البروشيت) (وهو نوع من الكباب المشوي المصنوع من لحوم الدجاج أو البقر أو الماعز)، والسانغاه (sangah) (وهو خليط من الذرة وأوراق الكاسافا وعصارة جوز النخيل)، والندوليه (وهو يخنة متبلة تتكون من أوراق الفيرنونيا واللحم الجمبري (الروبيان) وجلد الخنزير وعجينة الفول السوداني.
وفي المدن الكبيرة (مثل ياوندي ودوالا) توجد مطاعم عديدة تقدم أصنافاً متعددة من الأطباق الغربية، إلى جانب الأطعمة الصينية والهندية، كما توجد بعض الأماكن التي تقدم الأطعمة الأمريكية السريعة.